# NGC 1563
NGC 1563 је елиптична галаксија у сазвежђу Еридан која се налази на NGC листи објеката дубоког неба.
Деклинација објекта је - 15° 43' 58" а ректасцензија 4h 22m 53,9s. Привидна величина (магнитуда) објекта NGC 1563 износи 15,0 а фотографска магнитуда 16,0. NGC 1563 је још познат и под ознакама MCG -3-12-5, NPM1G -15-0225, IRAS 04204-1546, PGC 15000.